# Isak Samokovlija
Isak Samokovlija (3. září 1889 Goražde - 15 ledna 1955 Sarajevo) byl bosenský spisovatel a dramatik židovské národnosti. Povoláním byl lékař. Jeho příběhy popisují život bosenských Židů.
Narodil se do sefardské židovské rodiny v Bosně a Hercegovině v době rakousko-uherské okupace. Z otcovy strany lze linii jeho rodiny dosledovat až k vyhnání Židů ze Španělska. Po dokončení základní školy odešel do Sarajeva. Jeho spolužákem na střední škole byl Ivo Andrić, budoucí slavný spisovatel. Po maturitě v roce 1910 získal stipendium od místní židovské charity La Benevolencija ke studiu medicíny na Vídeňské univerzitě. Po absolutoriu pracoval jako lékař ve městech Goražde a Fojnica (1921–1925), v roce 1925 nastoupil do sarajevské nemocnice Koševo. V roce 1927 publikoval svou první povídku Rafina avlija, o dva roky později vyšla jeho první sbírka povídek Od proljeća do proljeća. Na začátku druhé světové války byl v Koševu již primářem. V dubnu 1941 byl propuštěn ze služby, stejně jako ostatní Židé. Ustašovci ho uvěznili a poté ho převezli do tábora, který se nacházel v Alipašin Most u Sarajeva. Pracoval tam jako lékař, zejména bojoval s tyfovou epidemií. Až v roce 1945 se mu podařilo uprchnout z Jugoslávie a skrývat se až do osvobození. Po skončení druhé světové války zastával různé funkce v bosenských a jugoslávských literárních kruzích. V letech 1948-1951 redigoval časopis Brazda a poté až do své smrti byl redaktorem nakladatelství Svjetlost. Jeho drama Hanka bylo zfilmováno režisérem Slavkem Vorkapićem v roce 1955, premiéry filmu se Samokovlija již nedožil. Byl pohřben na starém židovském hřbitově na svazích hory Trebević poblíž Sarajeva. Ivo Andrić ho nazval jedním z nejlepších spisovatelů, které Bosna a Hercegovina dala světu.
V češtině vyšla roku 1989 jeho sbírka povídek Šalomounova pečeť (v originále Solomunovo slovo), v překladu Dušana Karpatského ji vydalo nakladatelství Odeon (druhé vydání nakladtelství Pavel Mervart roku 2016).